# 根谷美智子
根谷 美智子（ねや みちこ、1965年10月4日 - ）は、日本の女性声優。福井県武生市（現・越前市）出身。現在はフリーで活動。　

## 経歴
元々ミュージカルが好きだったが、当時は芝居に憧れてはいても、自分からやろうとは思わなかったという。高校生の時に声優という職業があることを知る。熱心な声優ファンの友人と声の役者とキャラクターをオーバーラップさせて見ていて、一人の人間がキャラクターを通じて、見ている人間を感動したという。声優になることを親に話したが、即座に反対された。しかし「専門学校に行きたい」と言って東京に出て、専門学校に通いながら勝田声優学院に入った。高校時代は部活動が書道だったため、書道講師になるという名目で上京してもらった。後に声優の仕事が親にばれたが、根谷は自分の出演した作品のビデオや雑誌記事を送り、「そんなにやりたいんだったら頑張りなさい」と許しを得た。
劇団あかぺら倶楽部に所属していた。1988年『ハーイあっこです』で声優デビュー。1992年『地球SOS それいけコロリン』でレギュラーデビュー。日本ナレーション演技研究所出身。アーツビジョン所属を経て、1998年頃よりフリーとなる。

## 人物・特色
声優としては成人女性役を中心に、元気な少女役から明るく優しいキャラクターまで幅広い役柄をこなす。弟がいる。特技はスキー。
『新・キューティーハニー』のビデオ発売イベントではハニーのコスプレを行った。

## 出演
太字はメインキャラクター。

### テレビアニメ
1988年
- ハーイあっこです

1992年
- 地球SOS それいけコロリン（フロン）
- ツヨシしっかりしなさい（1992年 - 1993年、ゆう子、渡辺由美〈代役〉）
- 横山光輝 三国志（香蘭の侍女）

1994年
- 超くせになりそう（あゆみ）
- 美少女戦士セーラームーン シリーズ（1994年 - 1996年、ダイハート、智子） - 2シリーズ
- 魔法陣グルグル（クリリス姫）
- メタルファイター・MIKU（サヤカ）
- 勇者警察ジェイデッカー（1994年 - 1995年、友永あずき、鷹野菊麿）

1995年
- 愛天使伝説ウェディングピーチ（クラウド）
- H2（木根竜太郎〈小学校時代〉 他）
- 鬼神童子ZENKI（奈美）
- 恐竜冒険記ジュラトリッパー（博士）
- 獣戦士ガルキーバ（舞原このは、ル・ボワール）
- 十二戦支 爆烈エトレンジャー（フランソワーズケント）
- 新機動戦記ガンダムW（女生徒A、アナウンス、女生徒2）
- ビット・ザ・キューピッド（アンドロメダ）
- モジャ公（シュガー、お客さん）

1996年
- 赤ちゃんと僕（深谷しな子、木村智子、大森和美）
- いじわるばあさん
- 快傑ゾロ
- 怪盗セイント・テール（エリ、若き日のチヨ）
- ゲゲゲの鬼太郎（第4作）（1996年 - 1997年、助手、コンコ、大樹）
- ご近所物語（由紀）
- 地獄先生ぬ〜べ〜（1996年 - 1997年、高橋律子）
- 逮捕しちゃうぞ（1996年 - 2001年、相模大野千恵） - 2シリーズ
- 超者ライディーン（山田そら）
- VS騎士ラムネ&40炎（フェロモン・リップ / ブラック・リップ）
- 魔法少女プリティサミー（香織）

1997年
- アニメがんばれゴエモン（石川洋子）
- VIRUS（リリー・ペトリ）
- フォーチュン・クエストL（マリーナ）
- ポケットモンスター（1997年 - 2001年、乙女、ナナ、ナツキ）
- マスターモスキートン'99（ユキ）

1998年
- EAT-MAN'98（ラフィン）
- 頭文字D（真子）
- Weiß kreuz（1998年 - 2002年、麻川百合子、伊藤明日香） - 2シリーズ
- カードキャプターさくら（辻谷彰子）
- 快傑蒸気探偵団 TV ANIMATION SERIES（アンナ）
- SHADOW SKILL -影技-（ガナ＝ギーグ）
- serial experiments lain（吉井恵子）
- スーパードール★リカちゃん（ドールイヅミ）
- センチメンタルジャーニー（女子高生B）
- 超魔神英雄伝ワタル（ナース）
- DTエイトロン（シンシア）
- ドラえもん（テレビ朝日版第1期）（主婦）
- MASTERキートン（ノイマンの妻）
- 万能文化猫娘（貝原二葉）
- ひみつのアッコちゃん第3期（婦警）
- 魔法のステージファンシーララ（川口里々香、モグ）
- ももいろシスターズ（倉方由貴）
- 遊☆戯☆王（川井静香）
- LEGEND OF BASARA（柚香）
- ロスト・ユニバース（カーリー）

1999年
- イソップワールド（フラミンゴ女官、母キツネ、村人B）
- 神風怪盗ジャンヌ（加奈子）
- 鋼鉄天使くるみ（小金井佳乃）
- ゴクドーくん漫遊記（キクエ）
- コレクター・ユイ（1999年 - 2000年、アンティ） - 2シリーズ
- それゆけ!宇宙戦艦ヤマモト・ヨーコ（沙羅・ドレッド）
- 地球防衛企業ダイ・ガード（大山紀子）
- To Heart（1999年 - 2004年、HMX-13セリオ） - 2シリーズ

2000年
- ヴァンドレッド（2000年 - 2001年、バーネット・オランジェロ） - 2シリーズ
- GEAR戦士電童（2000年 - 2001年、大岩先生、出雲乙女、早瀬久美、マネージャー）
- 銀装騎攻オーディアン（鎬臣麗子）
- 最遊記シリーズ（2000年 - 2003年、花喃、萌花） - 2シリーズ
- それいけ!アンパンマン（2000年 - 2025年、マーガレット姫、レインボー王子〈3代目→6代目〉、イルカのベソ〈代役〉、ぎんなんぼうや、やみの女王〈2代目〉）
- 陽だまりの樹（綾）
- ビックリマン2000（次界胎后ノヴァ）
- ファーブル先生は名探偵（アンジェリカ）
- BOYS BE…（河合恵里香）
- 無敵王トライゼノン（雨竜冴）

2001年
- X－エックス－（桃生紗鵺）
- ガイスターズ（ノーナ・ホノス）
- カスミン（2001年 - 2003年、霞蘭子、ソケット、榊原ナル、おばさん、小堺さん） - 3シリーズ
- 激闘!クラッシュギアTURBO（飛田リリカ）
- ココロ図書館（朝倉ひびき）
- こちら葛飾区亀有公園前派出所（桃山しおり）
- The Soul Taker 〜魂狩〜（時逆琉奈）
- 砂漠の海賊!キャプテンクッパ（正義の味方B）
- シャーマンキング（道潤 / 女講師、マリ、女生徒）
- ナジカ電撃作戦（アテナ）

2002年
- 攻殻機動隊 STAND ALONE COMPLEX（山口の妻）
- 超重神グラヴィオン（2002年 - 2004年、紅アヤカ、謎の声、ローザ） - 2シリーズ
- 東京ミュウミュウ（碧川よもぎ）
- 花田少年史（ホステス嬢）
- PIANO（野村暁子）
- ヒートガイジェイ（フィア・オリヴィエラ）
- ぷちぷり*ユーシィ（シスター）
- フルメタル・パニック!（2002年 - 2018年、メリッサ・マオ） - 4シリーズ

2003年
- R.O.D -THE TV-（ナンシー・幕張）
- アストロボーイ・鉄腕アトム（レイコ）
- 宇宙のステルヴィア（蓮花蓮、アナウンス）
- おねがい☆ツインズ（織部椿）
- おもいっきり科学アドベンチャー そーなんだ!（チワワン、ベアロン）
- ガングレイヴ（2003年 - 2004年、マリアの同僚、ラジオの声）
- クラッシュギアNitro（真羽舞、岩清水トオル、マチャ、ネーヤ）
- クロノクルセイド（サテラ・ハーベンハイト）
- コロッケ!（ミルク、カマンベール、プルコギ、サバラン 他）
- 時空冒険記ゼントリックス（アキナ）
- スクラップド・プリンセス（ステア・シヴィリアン）
- ストラトス・フォー（御厨ラン）
- 天使のしっぽ Chu!（女教師、TV女性の声）
- 鋼の錬金術師（2003年 - 2004年、リザ・ホークアイ）
- PEACE MAKER鐵（明里）
- ふぉうちゅんドッグす（ママ）
- ポケットモンスター アドバンスジェネレーション（2003年 - 2005年、カクリ、アサギ）
- ポポロクロイス（レオナ）
- 魔法遣いに大切なこと（森川陽子）
- LAST EXILE（デルフィーネ・エラクレア）

2004年
- アガサ・クリスティーの名探偵ポワロとマープル（バネッサ）
- 陰陽大戦記（2004年 - 2005年、ミヅキ）
- 月詠 -MOON PHASE-（安西裕美）
- 鉄人28号（第4作）（鉄雄）
- ニニンがシノブ伝（泉）
- モンキーターン（城ヶ崎ありさ、よっちゃん） - 2シリーズ
- 焼きたて!!ジャぱん（シスター真子・グラハム）
- 遊☆戯☆王デュエルモンスターズGX（鮎川恵美）
- ロックマンエグゼ シリーズ（2004年 - 2006年、テスラ・マグネッツ） - 2シリーズ

2005年
- UG☆アルティメットガール（ヴィヴィアンの母）
- 機動戦士ガンダムSEED DESTINY（アビー・ウィンザー、ヒルダ・ハーケン）
- ギャラリーフェイク（辻堂ルナ）
- 強殖装甲ガイバー（尾沼志津）
- 交響詩篇エウレカセブン（タルホ・ユーキ、モーリス）
- 地獄少女（海部里穂）
- ドラえもん（テレビ朝日版第2期）（オットー姫）
- トリニティ・ブラッド（アスタローシェ・アスラン）
- ハチミツとクローバー（2005年 - 2006年、勅使河原美和子） - 2シリーズ
- まじめにふまじめ かいけつゾロリ（2005年 - 2006年、ソレイヌ、ヒンデン）
- MÄR-メルヘヴン-（ディアナ、美奈子）

2006年
- あまえないでよっ!!喝!!（菩薩）
- 桜蘭高校ホスト部（綾小路姫）
- capeta（玉木薫）
- きらりん☆レボリューション（2006年 - 2009年、雲井かすみ） - 2シリーズ
- クレヨンしんちゃん（2006年 - 、小山むさえ）
- ザ・サード 〜蒼い瞳の少女〜（メイリン）
- ヤマトナデシコ七変化♥（恭平の母）

2007年
- 機動戦士ガンダム00（シーリン・バフティヤール） - 2シリーズ
- 月面兎兵器ミーナ（白姫味菜子・白鳥ミーナ、香西アナウンサー）
- ご愁傷さま二ノ宮くん（二ノ宮涼子）
- 史上最強の弟子ケンイチ（ワルキューレ）
- 獣装機攻ダンクーガノヴァ（イザベル・クロンカイト）
- 人造昆虫カブトボーグ V×V（レベッカ・ゴールドバーグ）
- 神霊狩/GHOST HOUND（鳳麗華）
- スカルマン（真行寺麗奈）
- ゼロの使い魔 シリーズ（2007年 - 2012年、アニエス・シュヴァリエ・ド・ミラン） - 3シリーズ
- 天元突破グレンラガン（アディーネ）
- ぷるるんっ!しずくちゃん（2007年 - 2008年、ブラッディー先生） - 2シリーズ
- MOONLIGHT MILE シリーズ（コニー・ウォン、女性キャスター） - 2シリーズ

2008年
- ウルトラヴァイオレット コード044（コンピュータの声）
- セキレイ（響）
- ソウルイーター（アラクネ）
- テイルズ オブ ジ アビス（ナタリア・ルツ・キムラスカ・ランバルディア）
- 鉄腕バーディー DECODE（ウィージ・ガッハウ）
- のらみみ（母親）
- 破天荒遊戯（ノマ）
- バトルスピリッツ 少年突破バシン（2008年 - 2009年、ナンバー8〈ナゾオトナ、イノ頭マサ子〉、ぐらぐり）
- BUS GAMER（一ノ宮恵子）
- ひだまりスケッチ シリーズ（2008年 - 2012年、ゆのの母） - 2シリーズ + 特別編
- ヒャッコ（伊井塚龍姫）

2009年
- あにゃまる探偵 キルミンずぅ（御子神ハルカ）
- グイン・サーガ（ヤーナ・デビ）
- こんにちは アン 〜Before Green Gables（スーザン）
- 懺・さよなら絶望先生（根津美子）※第7話のイラストも担当
- そらのおとしもの（ハーピー1）
- ドルアーガの塔 〜the Sword of URUK〜（グレミカ）
- 夏のあらし! 〜春夏冬中〜（上賀茂京子）
- バトルスピリッツ 少年激覇ダン（ミラ）
- フレッシュプリキュア!（山吹尚子）

2010年
- 荒川アンダー ザ ブリッジ×2（ニノママ）
- おまもりひまり（如月冴、神宮寺くえすの母）
- 刀語（真庭狂犬）
- 極上!!めちゃモテ委員長 セカンドコレクション（ナオミママ）
- スーパーロボット大戦OG -ジ・インスペクター-（オウカ・ナギサ）
- スティッチ! 〜ずっと最高のトモダチ〜（美月）
- セキレイ〜Pure Engagement〜（響）
- そらのおとしものf（ハーピー1）
- バトルスピリッツ ブレイヴ（2010年 - 2011年、ギルファム女王）
- ヘタリア（ハンガリー、マリア・テレジア）
- リタとナントカ（先生）

2011年
- GOSICK -ゴシック-（ゾフィ）
- TIGER & BUNNY（クリーム）
- ぬらりひょんの孫 千年魔京（羽衣狐/淀殿）
- ブレイド（ルピート）
- ラストエグザイル-銀翼のファム-（ギュゼル副官）

2012年
- 銀河へキックオフ!!（太田遥）
- バトルスピリッツ 覇王（チヒロのママ）
- バトルスピリッツ ソードアイズ（2012年 - 2013年、グレナダ、コガネ）
- 名探偵コナン（2012年 - 2023年、手川隆代、広田智子、八木紫織、社本鶴美）
- ONE PIECE（2012年 - 2023年、オトヒメ、子供、人魚、ヴィンスモーク・レイジュ）

2013年
- アラタカンガタリ〜革神語〜（革の母）
- 義風堂々!! 兼続と慶次（薄雲）
- 八犬伝―東方八犬異聞―（犬田小夜子）‐ 2シリーズ
- HUNTER×HUNTER（女性アナウンサー、コウモリ）

2014年
- アイカツ!（紅林可憐）
- クロスアンジュ 天使と竜の輪舞（ゾーラ・アクスバリ）
- スペース☆ダンディ（コーヒーミル）
- 星刻の竜騎士（ラ・テーヌ店長）
- テンカイナイト（ガーディアン・エウロス、担任の先生）
- 〈物語〉シリーズ（2014年 - 2019年、神原遠江 / 臥煙遠江） - 2シリーズ

2016年
- 3月のライオン（2016年 - 2018年、美咲） - 2シリーズ
- 妖怪ウォッチ（元担当）

2017年
- 僕のヒーローアカデミア（2017年 - 2024年、轟の母〈轟冷〉） - 5シリーズ
- 潔癖男子!青山くん（武井美和）

2018年
- 伊藤潤二『コレクション』（裕史の母、女性）
- 進撃の巨人（アルマ）
- キラキラハッピー★ ひらけ!ここたま（2018年 - 2019年、影浦信子）

2019年
- ラディアン（2019年 - 2020年、アルコン女男爵）
- ノー・ガンズ・ライフ（2019年 - 2020年、オネスト） - 2シリーズ

2020年
- SHOW BY ROCK!! ましゅまいれっしゅ!!（ヤス 母）
- ポケットモンスター（2020年 - 2021年、クルネ）

2021年
- SHAMAN KING（2021年 - 2022年、道潤）

2022年
- 虫かぶり姫（アグネス）

### 劇場アニメ
1993年
- お星さまのレール（初恵）
- MOTHER 最後の少女イヴ（メイザドースン）

1994年
- リカちゃんとヤマネコ 星の旅（ミキ）
- 新・キューティーハニー（如月ハニー/キューティーハニー

1995年
- マクロス7 銀河がオレを呼んでいる!（エミリア）

1996年
- 地獄先生ぬ〜べ〜（1996年 - 1997年、高橋律子） - 2作品

1997年
- 魔法学園LUNAR! 青い竜の秘密（エリー）

1999年
- スーパードール★リカちゃん リカちゃん絶体絶命! ドールナイツの奇跡（ドールイヅミ）

2001年
- 頭文字D Third Stage（佐藤真子）
- 劇場版 幻想魔伝 最遊記 Requiem 選ばれざる者への鎮魂歌（花喃）

2002年
- エクスドライバー Nina & Rei Danger Zone（ニナ・A・サンダー）
- 激闘!クラッシュギアTURBO カイザバーンの挑戦!（飛田リリカ）
- シックス・エンジェルズ（ナオミ・ジョーンズ）
- Piaキャロットへようこそ!! -さやかの恋物語-（岩倉夏姫）

2005年
- 劇場版 鋼の錬金術師 シャンバラを征く者（リザ・ホークアイ）

2009年
- 交響詩篇エウレカセブン ポケットが虹でいっぱい（タルホ・ユーキ、モーリス）

2010年
- 劇場版 機動戦士ガンダム00 -A wakening of the Trailblazer-（シーリン・バフティヤール）
- 銀幕ヘタリア Axis Powers Paint it, White（白くぬれ!）（ハンガリー）

2011年
- 劇場版 そらのおとしもの 時計じかけの哀女神（ハーピー）

2015年
- クレヨンしんちゃん オラの引越し物語 サボテン大襲撃（むさえ）

2017年
- 打ち上げ花火、下から見るか? 横から見るか?（典道の母）
- 交響詩篇エウレカセブン ハイエボリューション（タルホ・ユウキ / タルホ・ノヴァク） - 2作品

2021年
- フラ・フラダンス（マカナ大野）

2024年
- 機動戦士ガンダムSEED FREEDOM（ヒルダ・ハーケン）

### OVA
1992年
- ゴリラーマン（ミヨコ）
- ドン 極道水滸伝 怒濤編（アナウンス）
- 電影少女 -VIDEO GIRL AI-（女子生徒）
- ぷりんせすARMY ウェディング★COMBAT（女生徒）

1994年
- I・R・I・A ZEIRAM THE ANIMATION（通信員）
- おさかなはあみの中（女子学生）
- GATCHAMAN（G‐3・ジュン）
- 湘南純愛組!（南風、夕奈）
- 新・キューティーハニー（如月ハニー/キューティーハニー）
- 東京BABYLON2（係官）
- BOUNTY DOG/月面のイブ（ヤヨイ・オキナ、真のイネス）

1995年
- お天気お姉さん（河合倫子）
- ガンスミスキャッツ（ラリー・ビンセント）
- 銀河お嬢様伝説ユナ（鉄人の少女）
- GOLDEN BOY さすらいのお勉強野郎（インストラクターC〈女〉）
- 秘境探検ファム&イーリー（イーリー）

1996年
- ガルフォース・ザ・レボリューション（1996年 - 1997年、シュート）
- 新破裏拳ポリマー（西田涼子、女ポリマー）
- 闘神伝（トレーシー）
- POWER DoLLS〜オムニ戦記2540〜（ファン・クァンメイ）
- ファイアーエムブレム 紋章の謎（レナ）
- マスターモスキートン（ユキ）
- MAZE☆爆熱時空（ナッツ）

1997年
- それゆけ!宇宙戦艦ヤマモト・ヨーコII（シルヴィー・ドレッド）
- でたとこプリンセス（エレナ）
- ヴァリアブル・ジオ（結城綾子）

1998年
- 青の6号（クリク、城透子）
- 地獄先生ぬ〜べ〜 決戦!陽神の術vs壁男（高橋律子）
- 地獄先生ぬ〜べ〜 なぞなぞ七不思議・ブキミちゃん（高橋律子）
- ダイノゾーン（デスプテラ）
- 万能文化猫娘DASH!（和泉式部蝶子）
- 魔界転生（お蝶〈子供時代〉）

1999年
- 地獄先生ぬ〜べ〜 史上最大の激戦! 絶鬼来襲!!（高橋律子）
- 太陽の船 ソルビアンカ（先生）
- 超神姫ダンガイザー3（1999年 - 2001年、ディーネ）
- トラジマのミーめ（大山明子）
- ハイスクール・オーラバスター（幻将・皓）
- ミネルバの剣士（ディアナ）
- メルティランサー The Animation（D）

2000年
- エクスドライバー（ニナ・A・サンダー）

2001年
- R.O.D -READ OR DIE-（ナンシー・幕張）
- 頭文字D Extra Stage インパクトブルーの彼方に…（佐藤真子）
- うさぎちゃんでCue!!（猫井コーシュカ）
- グッドモーニング・コール（上原百合）

2002年
- アーケードゲーマーふぶき（ふぶきの母）
- 頭文字D BATTLE STAGE（佐藤真子）
- ナースウィッチ小麦ちゃんマジカルて（時逆琉奈）
- みずいろ（石川冬佳）

2004年
- ストラトス・フォー（X シリーズ）（御厨ラン）
- 低俗霊DAYDREAM（安西）
- ナースウィッチ小麦ちゃんマジカルてZ（時逆琉奈）

2005年
- きらめき☆プロジェクト（大矢華子）
- ストラトス・フォー アドヴァンス（御厨ラン）
- フルメタル・パニック! The Second Raid 特別版OVA（メリッサ・マオ）

2006年
- ストラトス・フォー アドヴァンス 完結編（御厨ラン）
- 鋼の錬金術師 PREMIUM COLLECTION（リザ・ホークアイ）

2008年
- 頭文字D Extra Stage 2 〜旅立ちのグリーン〜（佐藤真子）

2011年
- SUPERNATURAL: THE ANIMATION（キャサリン・ボイル）

2012年
- 片翼のクロノスギア（フローレンス）

2020年
- 蒼穹のファフナー THE BEYOND（アレクサンドラ・ギャロップ）

### Webアニメ
- いくぜっ! 源さん（2008年、猪山亀子、おばちゃん、母親）
- 亡念のザムド（2008年、プロイ・スカッキ[60]）
- ヘタリアシリーズ（2009年 - 2021年、ハンガリー、ジャンヌ・ダルク、フアナ女王、マリア・テレジア、ちびハンガリー 他） - 7シリーズ
- ソードガイ The Animation（2018年、アロニス[61]）

### ゲーム
1993年
- オーロラクエスト おたくの星座 IN ANOTHER WORLD（リン）
- ソードマスター（セスカ、女神アクリエス）

1994年
- アルナムの牙 獣族十二神徒伝説（セイロン、コーラン）
- 実況パワフルプロ野球'95（ウグイス嬢） - 2作品

1995年
- 銀河お嬢様伝説ユナ2（氷のミドリ）
- QUOVADIS（イリナ・ミュラー）
- キューティーハニーFX（キューティーハニー）

1996年
- アークザラッドII（シャンテ、ミリル）
- ありす in Cyberland（加藤優子）
- 銀河お嬢様伝説ユナFX・哀しみのセイレーン（氷のミドリ、鉄人少女）
- 時空探偵DD 幻のローレライ（カーリン・シュトラッサー）
- 神秘の世界エルハザード（イシエル・ソエル）
- スカルファング -空牙外伝-（オペレーター）
- ソウルエッジ（ソフィーティア・アレクサンドル）
- パワードールFX（ファン・クァンメイ）

1997年
- アークザラッド・モンスターゲーム with カジノゲーム（シャンテ）
- イバラード 〜ラピュタの孵る街〜（女B）
- ヴァンパイア セイヴァー The Lord of Vampire（レイレイ、リンリン）
- ヴァンパイア セイヴァー2（レイレイ）
- ヴァンパイア ハンター2（レイレイ）
- エーベルージュ（エルツ・キルケニー）
- 銀河お嬢様伝説ユナ3 -LIGHTNING ANGEL-（氷のミドリ）
- クイズなないろDREAMS 虹色町の奇跡（想鐘サキ、リンツ）
- クォヴァディス イベルカーツ戦役（イリナ・ミュラー）
- この世の果てで恋を唄う少女YU-NO（SS版）（朝倉香織）
- 地獄先生ぬ〜べ〜（高橋律子）
- 雀帝 BATTLE COS-PLAYER（グロリア）
- デジタルアンジュ -電脳天使SS-（メルキュール）
- 同級生麻雀（黒川さとみ）
- ドラゴンナイト4（マルレーネ）
- バルクスラッシュ（メティカル・フレアー）
- パワードール2（コウライ・ミキ）
- BSファイアーエムブレム アカネイア戦記編 第1・2・4話（ニーナ〈司祭〉、Village Daughter）
- HAUNTEDじゃんくしょん 〜聖徒会バッジを追え!〜（鏡子）
- ポケットファイター（レイレイ、ナレーション）
- 麻雀学園祭（高橋恵子）
- 魔法学園LUNAR!（エリー）
- マリカ 〜真実の世界〜（ハーミオン）
- メタルエンジェル3（久遠寺風）
- レイ・トレーサー（マキ・サイトウ）

1998年
- 銀河お嬢様伝説ユナ〜FINAL EDITION〜（氷のミドリ）
- 金田一少年の事件簿 星見島 悲しみの復讐鬼（久堂明子）
- 時空探偵DD2 叛逆のアプサラル（リリア）
- 新世代ロボット戦記ブレイブサーガ（カルラ）
- スターグラディエイター2（レイン、クレア）
- ずっといっしょ（小野寺桜子）
- ストリートファイターZERO3（ローズ）
- スレイヤーズろいやる2（エレナ）
- ゼノギアス（エメラダ、アルル、フェイ母）
- ソウルキャリバー（ソフィーティア・アレクサンドル）
- 超鋼戦紀キカイオー（天宮レイカ）
- NOëL 〜La neige〜（碧川涼）
  - NOëL 〜La neige〜 Special（碧川涼）

- バックガイナー（草加雫、小太郎）
- ひみつ戦隊メタモルV（友恵もえ子）
- プリンセスクエスト（ミント）
- 星の丘学園物語 学園祭（名取エリカ）
- みつめてナイト（リンダ・ザクロイド）

1999年
- アイドル雀士を作っちゃおう♥（索子セイラ）
- 俺の屍を越えてゆけ（若い娘、太照天夕子）
- To Heart（HMX-13セリオ）
- たまごDEパズル（トリッシュ）

2000年
- CAPCOM VS. SNK MILLENNIUM FIGHT 2000（春麗）
- ブレイブサーガ2（ロンロン）
- ポポロクロイス物語II（レオナ）

2001年
- アイシア（レディ）
- CAPCOM VS. SNK 2 MILLIONAIRE FIGHTING 2001（春麗）
- サモンナイト2（ミモザ・ロランジュ）
- スタートリングアドベンチャーズ 空想3×大冒険（マキ コンダコワ）
- 無敵王トライゼノン（雨竜冴）
- ルナ・ウイング 〜時を越えた聖戦〜（ミルカ）

2002年
- ガングレイヴ（シェリー・ウォーケン）
- シャーマンキング スピリット オブ シャーマンズ（道潤）
- シャーマンキング 超・占事略決3（道潤、マリ）
- テイルズ オブ ファンダム Vol.1（アミィ・バークライト）
- ポポロクロイス はじまりの冒険（レオナ）
- みずいろ（石川冬佳）

2003年
- 頭文字D Special Stage（佐藤真子）
- SUNRISE WORLD WAR Fromサンライズ英雄譚（クワサン、このは）
- シャーマンキング ソウルファイト（道潤、マリ）
- スターオーシャン Till the End of Time（マリア・トレイター）
- ソウルキャリバーII（家庭用）（ソフィーティア・アレクサンドル）
- 鋼の錬金術師 翔べない天使（ホークアイ）
- BALDR FORCE EXE（紫藤彩音）
- ワイルドアームズ アルターコード:エフ（エマ・ヘットフィールド）

2004年
- 宇宙のステルヴィア（蓮花蓮）
- CAPCOM FIGHTING Jam（ローズ）
- 新世紀勇者大戦
- スターオーシャン Till the End of Time ディレクターズカット（マリア・トレイター）
- 鋼の錬金術師2 赤きエリクシルの悪魔（リザ・ホークアイ）
- 鋼の錬金術師 ドリームカーニバル（リザ・ホークアイ）
- ポポロクロイス 月の掟の冒険（レオナ）

2005年
- ソウルキャリバーIII（ソフィーティア・アレクサンドル）
- テイルズ オブ ジ アビス（ナタリア・ルツ・キムラスカ・ランバルディア）
- DEKARON（セグナレ）
- 天地の門（ギンリツ）
- NAMCO x CAPCOM（レイレイ、ローズ）
- 鋼の錬金術師3 神を継ぐ少女（リザ・ホークアイ）
- ザ・ハウス・オブ・ザ・デッド 4（ケイト・グリーン）

2006年
- 機動戦士ガンダムSEED DESTINY 連合vs.Z.A.F.T.II（ヒルダ・ハーケン）
- 機動戦士ガンダムSEED DESTINY 連合vs.Z.A.F.T.II PLUS（ヒルダ・ハーケン）
- クレヨンしんちゃん 最強家族カスカベキング うぃ〜（むさえ）
- テイルズ オブ ファンタジア -フルボイスエディション-（アミィ・バークライト）
- ミステリート 〜八十神かおるの事件ファイル（南条深雪）
- レッスルエンジェルス サバイバー（ビューティ市ヶ谷、保科優希）

2007年
- Another Century's Episode 3 THE FINAL（タルホ・ユーキ）
- SDガンダム GGENERATION シリーズ（2007年 - 2019年、オンモ、アビー・ウィンザー、『00』ナレーション） - 5作品
- きらりん☆レボリューション めざせ!アイドルクイーン（雲井、ねずみの会長）
- クレヨンしんちゃんDS 嵐を呼ぶ ぬってクレヨ〜ン大作戦!
- スーパーロボット大戦OG ORIGINAL GENERATIONS（オウカ・ナギサ）
- テイルズ オブ ファンダム Vol.2（ナタリア・ルツ・キムラスカ・ランバルディア）

2008年
- スーパーロボット大戦Z（タルホ・ユーキ）
- ミステリートPORTABLE 〜八十神かおるの挑戦!（南条深雪）

2009年
- セキレイ 〜未来からのおくりもの〜（響）
- ヒャッコ よろずや事件簿!（伊井塚龍姫）
- マグナカルタ2（クレア・セティラン）

2010年
- Another Century's Episode:R（メリッサ・マオ）
- ガンダムネットワークオペレーション3（オペレーター）
- クレヨンしんちゃん おバカ大忍伝 すすめ!カスカベ忍者隊!（むさえ）
- クレヨンしんちゃん ショックガ〜ン!伝説を呼ぶオマケ大ケツ戦!!
- ゼノブレイド（タルコ）
- テイルズ オブ ファンタジア なりきりダンジョンX（アルテミス）

2011年
- うみねこのなく頃に散 〜真実と幻想の夜想曲〜（八城十八）
- 学園ヘタリア Portable（ハンガリー）
- クレヨンしんちゃん 宇宙DEアチョー!? 友情のおバカラテ!!
- 第2次スーパーロボット大戦Z 破界篇（タルホ・ユーキ、アディーネ）
- テイルズ オブ ザ ワールド レディアント マイソロジー3（ナタリア・ルツ・キムラスカ・ランバルディア）
- ファイナルファンタジーXIII-2（初心者の館＆ヒストリアクロス：Episodeナレーション）

2012年
- 学園ヘタリア DS（ハンガリー）
- ヒーローズファンタジア（ナンシー・幕張）
- 迷宮塔路レガシスタ（レイナ・ミンデル）

2014年
- 第3次スーパーロボット大戦Z 時獄篇 / 天獄篇（2014年 - 2015年、メリッサ・マオ） - 2作品
- テイルズ オブ ザ ワールド レーヴ ユナイティア（ナタリア・ルツ・キムラスカ・ランバルディア）

2015年
- クロスアンジュ 天使と竜の輪舞tr.（ゾーラ）

2016年
- オルタンシア・サーガ -蒼の騎士団-（ポーラ）
- スターオーシャン:アナムネシス（マリア・トレイター）

2017年
- スーパーロボット大戦V（メリッサ・マオ）
- グランブルーファンタジー（2017年 - 2023年、デス） - 2作品

2018年
- 名探偵ピカチュウ（オルガ・エリソン）
- ポポロクロイス物語 ナルシアの涙と妖精の笛（レオナ）
- フルメタル・パニック！ 戦うフー・デアーズ・ウィンズ（メリッサ・マオ）
- テイルズ オブ ザ レイズ（ナタリア・ルツ・キムラスカ・ランバルディア）

2019年
- スーパーロボット大戦DD（2019年 - 2023年、メリッサ・マオ）
- ONE PIECE トレジャークルーズ（ヴィンスモーク・レイジュ）

2020年
- ONE PIECE 海賊無双4（ヴィンスモーク・レイジュ）
- ゼノブレイド ディフィニティブ・エディション（タルコ）
- ファンタジア・リビルド（メリッサ・マオ）

2021年
- うみねこのなく頃に咲 〜猫箱と夢想の交響曲〜（八城十八）

2022年
- ポケモンマスターズEX
- モンスターストライク（クリーム）

2023年
- OCTOPATH TRAVELER II（キャスティ・フローレンツ）

2025年
- プロミス・マスコットエージェンシー（マツモトスミレ）

### ドラマCD
- ヒャッコ4 限定版付属ドラマCD（2008年、伊井塚龍姫）
- 悪魔で候（春川恭子）
- 嵐のデスティニィシリーズ（セラスティーア）
- 頭文字D -番外編- 女流最速伝説 インパクトブルーの彼方に…（1999年、佐藤真子）
- カードキャプターさくら（辻谷先生）
- カオシックルーン（神代タツミ）
- かかってきなさい!（女子生徒B）
- KIRAI（麻美）
- きゃんきゃんバニーエクストラ（雪江）
- クイズなないろDREAMS 虹色町の奇跡 ドラマアルバム（想鐘サキ、リンツ）
- 黒羽と鵙目（お姉さん）
- GetBackers-奪還屋- 神の記述編（マリーア）
- 原獣文書（ティトオ）
- 叫んでやるぜ!シリーズ（津坂操、野々宮美里）
- 里見☆八犬伝（犬塚信乃）
- 集英社カセットブック ジョジョの奇妙な冒険 第1巻 空条承太郎見参の巻（女生徒B）
- 集英社カセットブック ジョジョの奇妙な冒険 第2巻 アヴドゥル死すの巻（シェリー）
- スーパーロボット大戦ORIGINAL GENERATION THE ANIMATION関連CD（セルシア・ファーム）
  - スーパーロボット大戦ORIGINAL GENERATION THE SOUND CINEMA Vol.2
  - スーパーロボット大戦ORIGINAL GENERATION THE SOUND CINEMA Vol.3
- 聖獣伝承ダークエンジェル（雪花）
- セキレイ サウンドステージ01（響）
- 先生がイロイロと熱心で眠れないCD（イリア・スチェッキン・スラスコフ）
- DARK EDGE はじまりの予鈴（赤坂未紀）
- 翼を持つ者（六呂）
- テイルズ オブ ジ アビスシリーズ（ナタリア・ルツ・キムラスカ・ランバルディア）
- ティンクルセイバーNOVA（秋篠夕霞）
- 転生したら剣でした（アマンダ[74]） - 5巻ドラマCD付き限定版
- ドルアーガの塔 〜the fork of URUK〜（グレミカ）
- VS騎士ラムネ&40炎シリーズ（フェロモン・リップ）
  - アニメイトカセットコレクション VS騎士ラムネ&40炎 トキメキトライアル 熱血先生のハートを狙え!!
  - VS騎士ラムネ&40炎 超天然♥未来形アルバム
  - VS騎士ラムネ&40炎 超天然♥未来形アルバム2 『パラレル・バケーション』
  - VS騎士ラムネ&40炎 超天然♥未来形アルバム3
- BOUNTY DOG/月面のイブ（ヤヨイ・オキナ）
- ファイアーウーマン纏組（桂木みき）
- ファイアーエムブレム 暗黒竜と光の剣（ニーナ）
- 新世紀GPXサイバーフォーミュラ SAGAII ROUND5 ジャガーのエンブレム（太田美波）
- フルメタル・パニック!通販限定ドラマCDシリーズ（メリッサ・マオ）
- 蓬萊学園の初恋！（生徒）
- 勇者警察ジェイデッカー CDミステリー劇場 「謎の招待状〜今、真実が明かされる時〜」（友永あずき、鷹野菊麿）
- るろうに剣心 -明治剣客浪漫譚- CDブック 斬左編（関原妙）
- レヴァリアース 幸運!?を呼ぶブレスレット
- ロスト・ユニバース トラックス・コンテンツ2「Go to HEAVEN」（キャラクターソング）（カーリー）
- オーバーレブ!（森田佐和子）

### ラジオドラマ
- フルメタル・パニック! 踊るベリー・メリー・クリスマス（メリッサ・マオ）

### 吹き替え

#### 担当女優
ネーヴ・キャンベル
- スカイスクレイパー（サラ・ソーヤー）
- スクリームシリーズ（シドニー・プレスコット）
  - スクリーム
  - スクリーム2
  - スクリーム3
  - スクリーム4: ネクスト・ジェネレーション
  - スクリーム (2022)

- スリー・トゥ・タンゴ（エイミー）
- too Smooth 嘘つきは恋の始まり（ルネ）
- パニック/脳壊（サラ）
- バレエ・カンパニー（ライ）
- 54 フィフティ★フォー（ジュリー）

#### 映画
- アマンダ・ピートのピンクな気持ち（ミア〈アマンダ・ピート〉）
- インプラント（ジュリア）
- 噂のアゲメンに恋をした!（ララ）
- エステサロン ヴィーナス・ビューティ（マリー〈オドレイ・トトゥ〉）
- 消されたスキャンダル（エミリー〈ジェマ・アータートン〉）
- クラッシュ・ダイブ 急速潜航（トミー）※ソフト版
- クライム・アンド・パニッシュメント（ロザンヌ）
- クルーレス（ディオンヌ）※VHS版
- 恋のミニスカウエポン（エイミー〈サラ・フォスター〉）
- CODE:0000 コード:ゼロ（カサンドラ〈キャサリン・オクセンバーグ〉）
- 恋する神父（ヤン・ボンヒ〈ハ・ジウォン〉）
- 最'愛'絶叫計画（ジュリア〈アリソン・ハニガン〉）
- 最終絶叫計画（シンディ〈アンナ・ファリス〉）
- 最'新'絶叫計画（シンディ〈アンナ・ファリス〉）
- ザ・スピリット（エレン〈サラ・ポールソン〉）
- シーズ・オール・ザット（ミスティ〈クレア・デュヴァル〉）
- SHRIEK 最低絶叫計画!?（マルチナ）
- ジェニファー・ラヴ・ヒューイットのセレブリティ（カチャ・リビングストン〈ジェニファー・ラブ・ヒューイット〉）
- ジェニファー・ラヴ・ヒューイットのtrue love（アリス・ホルブルック〈ジェニファー・ラブ・ヒューイット〉）
- ジャイアント・ベビー（エイミー・サリンスキー〈エイミー・オニール〉）※日本テレビ版
- 死ぬまでにしたい10のこと（アン〈サラ・ポーリー〉）
- ジャック&ジル（ジャック）
- スタートレック ジェネレーションズ
- ソウ ザ・ファイナル 3D（ジョイス・デイゲン〈ジーナ・ホールデン〉）
- ダドム 呪いの墓場（アリス）
- 007 慰めの報酬（ストロベリー・フィールズ〈ジェマ・アータートン〉）※BSジャパン版
- チャイルド・プレイ チャッキーの種（ジョーン〈ハナ・スピアリット〉）
- 追撃者（ドリーン・カーター〈レイチェル・リー・クック〉）※ビデオ版
- デッドマン・ダウン（ベアトリス〈ノオミ・ラパス〉）
- 特殊能力捜査官 ペインキラー・ジェーン（ワンダ）
- 特殊部隊フォースメジャー/ハイジャック殲滅作戦（ニコレッテ）
- ドクター・ドリトル2（クマのエヴァ）※テレビ朝日版
- ドッジボール（ケイト〈クリスティン・テイラー〉）
- トランスポーター（ライ〈スー・チー〉）※ソフト版
- ドリヴン（ソフィア・サイモン〈エステラ・ウォーレン〉）※日本テレビ版
- 夏物語（イ・スジン〈イ・セウン〉）
- 南極日誌（ユジン〈カン・ヘジョン〉）
- ネバー・サレンダー 肉弾凶器（ケイト・トライトン〈ケリー・カールソン〉）※DVD版
- バレット・トレイン（サラ）
- バレット モンク（ジェイド〈ジェイミー・キング〉）※テレビ東京版
- バンディダス（マリア〈ペネロペ・クルス〉）
- ビッグ・バウンズ（ナンシー〈サラ・フォスター〉）
- 復讐者に憐れみを（ヨンミ〈ペ・ドゥナ〉）
- ベスト・フレンズ・ウェディング（キンバリー〈キャメロン・ディアス〉）※日本テレビ版
- ベンジェンス -復讐の自省録-（英語版）（アルマ〈パス・ベガ〉）
- マーズ・アタック!（タフィ・デイル〈ナタリー・ポートマン〉）※テレビ東京版
- マイノリティ・リポート（アガサ〈サマンサ・モートン〉）
- マルセイユ・ヴァイス（ポリーナ）
- ラストデイズ（ニコール）
- ラスト・プレゼント（ジョンヨン）
- ワールド・オブ・ライズ（アイシャ〈ゴルシフテ・ファラハニ〉）

#### ドラマ
- アウトバーン・コップ（アンドレア・シェーファー）
- 赤と黒（ムン・ジェイン〈ハン・ガイン〉）※NHK版
- アメリカン・ホラー・ストーリー2017〜2021（レスリー・グロスマン）
- ゴーメンガースト（フューシャ〈ネーヴ・マッキントッシュ〉）
- コールドケース 迷宮事件簿 #4（ティナ）
- コールドケース7 ザ・ファイナル（クリスティン・ドンリー）
- ザ・ユニット 米軍極秘部隊（キム・ブラウン〈オードリー・マリー・アンダーソン〉）
- CSI:10 科学捜査班（エリン・ナガノ〈メリッサ・タン〉）
- CSI:マイアミ（マリソル〈アラナ・デ・ラ・ガーザ〉）
- 神鵰侠侶（郭芙）
- 蒼穹の昴（青筠）※日中共同制作ドラマ
- バーン・ノーティス 元スパイの逆襲 シーズン5 #4（イヴ）
- ヒューマンズ（ローラ・ホーキンス〈キャサリン・パーキンソン〉）
- ブロードチャーチ〜殺意の町〜（ベス・ラティマー〈ジョディ・ウィテカー〉）※WOWOW版
- ロマンスが必要（パク・ソヨン〈チェ・ヨジン〉）

#### アニメ
- トゥイーティーのフライング・アドベンチャー 80日間世界一周大冒険（アウーガ）
- トムとジェリーキッズ（タイク〈1992年ビデオ版〉）

### ラジオ
- 根谷美智子・愛のフューチャーランド（KBS京都）
- ヒャッコ とらのこラジオ（アニメイトTV、メディファクラジオ）第2回 11月19日（伊井塚龍姫）

### その他コンテンツ
- 3月のライオン 「ライオンの“言の葉”キャンペーン」8巻TVCM[76]
- 魔法学園ルナCM（エリー）
- シュラキ（守屋佐奈）
- ソロアルバム「時の箱舟」（マジックアイランドレコード、1998年10月21日）

## ディスコグラフィ

### キャラクターソング
| 発売日         | 商品名                                                              | 歌                                                         | 楽曲                                 | 備考                                         |
| -------------- | ------------------------------------------------------------------- | ---------------------------------------------------------- | ------------------------------------ | -------------------------------------------- |
| 1995年1月1日   | 勇者警察ジェイデッカー オリジナル・サウンドトラックII               | 石川寛美、大友龍三郎、根谷美智子、梁田未夏                 | 「HEART OF BRAVE-memorial version-」 | テレビアニメ『勇者警察ジェイデッカー』関連曲 |
| 1996年9月21日  | VS騎士ラムネ&40炎 超天然♥未来形アルバム2 『パラレル・バケーション』 | 松本保典、根谷美智子                                       | 「世界は二人のためにある」           | テレビアニメ『VS騎士ラムネ&40炎』関連曲      |
| 1999年3月25日  | INITIAL D VOCAL BATTLE                                              | 真子（根谷美智子）、沙雪（かかずゆみ）                     | 「MAY BE TONITE」                    | テレビアニメ『頭文字D』関連曲                |
| 1999年3月25日  | INITIAL D VOCAL BATTLE                                              | 池谷浩一郎（矢尾一樹）、佐藤真子（根谷美智子）             | 「Rage your dream」                  | テレビアニメ『頭文字D』関連曲                |
| 2004年12月15日 | HAGAREN SONG FILE - ROY MUSTANG -                                   | ロイ・マスタング（大川透）、リザ・ホークアイ（根谷美智子） | 「雨の日はノー・サンキュー」         | テレビアニメ『鋼の錬金術師』関連曲           |

### シリーズ一覧
1. ↑  第3シリーズ『S』（1994年）、第4シリーズ『SuperS』（1996年）
2. ↑  第1期（1st SEASON）（1996年 - 1997年）、第2期『SECOND SEASON』（2001年）
3. ↑  第1期（1998年）、第2期『Glühen』（2002年）
4. ↑  第1期（1999年）、第2期（2000年）
5. ↑  第1期（1999年）、第2期『Remember my memories』（2004年）
6. ↑  第1期（2000年）、第2期『the second stage』（2001年）
7. ↑  『幻想魔伝 最遊記』（2000年）、『最遊記RELOAD』（2003年）
8. ↑  第1シリーズ（2001年 - 2002年）、第2シリーズ（2002年 - 2003年）、第3シリーズ（2003年）
9. ↑  第1期（2002年）、第2期『Zwei』（2004年）
10. ↑  第1作（2002年）、第2作『フルメタル・パニック？ ふもっふ』（2003年）、第3作『The Second Raid』（2005年）、第4作『Invisible Victory』（2018年）
11. ↑  『モンキーターン』（2004年）、『モンキーターンV』（2004年）
12. ↑  第3シリーズ『Stream』（2004年 - 2005年）、第4シリーズ『BEAST』（2006年）
13. ↑  第1期（2005年）、第2期『II』（2006年）
14. ↑  『きらりん☆レボリューション』（2006年 - 2008年）、『きらりん☆レボリューションSTAGE3』（2008年 - 2009年）
15. ↑  ファーストシーズン（2007年 - 2008年）、セカンドシーズン（2008年 - 2009年）
16. ↑  第2期『〜双月の騎士〜』（2007年）、第3期『〜三美姫の輪舞〜』（2008年）、第4期『F』（2012年）
17. ↑  第1期（2007年）、第2期『あはっ☆』（2008年）
18. ↑  1stシーズン『-Lift off-』（2007年）、2ndシーズン『-Touch down-』（2007年）
19. ↑  第2期『×365』（2008年）、第3期『×☆☆☆』特別編（2010年）、第4期『×ハニカム』（2012年）
20. ↑  第1期（2013年）、第2期（2013年）
21. ↑  『花物語』（2014年）、『続・終物語』（2019年）
22. ↑  第1シリーズ（2016年）、第2シリーズ（2017年 - 2018年）
23. ↑  第2期（2017年）、第4期（2020年）、第5期（2021年）、第6期（2023年）、第7期（2024年）
24. ↑  第1期（2019年）、第2期（2020年）
25. ↑  『(超)劇場版!』（1996年）、『恐怖の夏休み!! 妖し海の伝説!!』（1997年）
26. ↑  『SPIRITS』（2007年）、『WARS』（2009年）、『WORLD』（2011年）、『OVER WORLD』（2012年）、『CROSSRAYS』（2019年）
27. ↑  『グランブルーファンタジー』（2017年 - 2023年）、『ヴァーサス -ライジング-』（2023年）